# Bitje
Bitje je živ organizem. Beseda se navadno nanaša na živali brez človeka, lahko pa pomeni tudi človeka ali bajeslovno pošast.